# Lima Challenger II 2022 - Doppio
Ignacio Carou e Facundo Mena erano i detentori del titolo ma hanno scelto di non partecipare.
In finale Jesper de Jong e Max Houkes hanno sconfitto Guido Andreozzi e Guillermo Durán con il punteggio di 7–6(6), 3-6, [12-10].

## Teste di serie
1. Sriram Balaji /  Jeevan Nedunchezhiyan (semifinale)
2. Guido Andreozzi /  Guillermo Durán (finale)
3. Facundo Díaz Acosta /  Luis David Martínez (ritirati)

1. Boris Arias /  Federico Zeballos (quarti di finale)
2. Hernán Casanova /  Santiago Fa Rodríguez Taverna (primo turno)

## Wildcard
1. Duilio Beretta /  Sergio Galdós (primo turno)

1. Gonzalo Bueno /  Ignacio Buse (semifinale)

## Tabellone

### Legenda
| - Q = Qualificato - WC = Wild card - LL = Lucky loser | - ALT = Alternate - SE = Special Exempt - PR = Protected Ranking | - w/o = Walkover - r = Ritirato - d = Squalificato |

|  | Primo turno | Primo turno                     | Primo turno                    | Primo turno                | Primo turno        |  |  | Quarti di finale | Quarti di finale                | Quarti di finale                | Quarti di finale    | Quarti di finale    |   |      | Semifinali | Semifinali                | Semifinali     | Semifinali                      | Semifinali |   |      | Finale | Finale | Finale | Finale | Finale |  |
|  |             |                                 |                                |                            |                    |  |  |                  |                                 |                                 |                     |                     |   |      |            |                           |                |                                 |            |   |      |        |        |        |        |        |  |
|  | 1           | S Balaji J Nedunchezhiyan       | 7                              | 4                          | [11]               |  |  |                  |                                 |                                 |                     |                     |   |      |            |                           |                |                                 |            |   |      |        |        |        |        |        |  |
|  |             | J Choinski K Drzewiecki         | 5                              | 6                          | [9]                |  |  | 1                | S Balaji J Nedunchezhiyan       | S Balaji J Nedunchezhiyan       | 6                   | 6                   |   |      |            |                           |                |                                 |            |   |      |        |        |        |        |        |  |
|  |             | JI Galarza C Ugo Carabelli      | JI Galarza C Ugo Carabelli     | JI Galarza C Ugo Carabelli |                    |  |  |                  | N Milojević M Zekić             | N Milojević M Zekić             | 4                   | 2                   |   |      |            |                           |                |                                 |            |   |      |        |        |        |        |        |  |
|  |             | N Milojević M Zekić             | N Milojević M Zekić            | N Milojević M Zekić        | w/o                |  |  |                  |                                 |                                 |                     |                     |   |      | 1          | S Balaji J Nedunchezhiyan | 2              | 6                               | [13]       |   |      |        |        |        |        |        |  |
|  | 5           | H Casanova S Rodríguez Taverna  | H Casanova S Rodríguez Taverna | 3                          | 4                  |  |  |                  |                                 |                                 | J de Jong M Houkes  | 6                   | 4 | [15] |            |                           |                |                                 |            |   |      |        |        |        |        |        |  |
|  |             | J de Jong M Houkes              | J de Jong M Houkes             | 6                          | 6                  |  |  |                  | J de Jong M Houkes              | J de Jong M Houkes              | 7                   | 6                   |   |      |            |                           |                |                                 |            |   |      |        |        |        |        |        |  |
|  |             | P Matuszewski A Merino          | P Matuszewski A Merino         | 4                          | 1                  |  |  |                  | RA Burruchaga F Comesaña        | RA Burruchaga F Comesaña        | 610                 | 3                   |   |      |            |                           |                |                                 |            |   |      |        |        |        |        |        |  |
|  |             | RA Burruchaga F Comesaña        | RA Burruchaga F Comesaña       | 6                          | 6                  |  |  |                  |                                 |                                 |                     |                     |   |      |            | Jesper de Jong Max Houkes | 7              | 3                               | [12]       |   |      |        |        |        |        |        |  |
|  | WC          | D Beretta S Galdós              | D Beretta S Galdós             | 2                          | 62                 |  |  |                  |                                 |                                 |                     |                     |   |      |            |                           | 2              | Guido Andreozzi Guillermo Durán | 6          | 6 | [10] |        |        |        |        |        |  |
|  | WC          | G Bueno I Buse                  | G Bueno I Buse                 | 6                          | 7                  |  |  | WC               | G Bueno I Buse                  | G Bueno I Buse                  | 6                   | 7                   |   |      |            |                           |                |                                 |            |   |      |        |        |        |        |        |  |
|  |             | Bye                             | Bye                            | Bye                        | Bye                |  |  | 4                | B Arias F Zeballos              | B Arias F Zeballos              | 4                   | 62                  |   |      |            |                           |                |                                 |            |   |      |        |        |        |        |        |  |
|  | 4           | B Arias F Zeballos              | B Arias F Zeballos             | B Arias F Zeballos         | B Arias F Zeballos |  |  |                  |                                 |                                 |                     |                     |   |      | WC         | G Bueno I Buse            | G Bueno I Buse | 3                               | 5          |   |      |        |        |        |        |        |  |
|  |             | A Huertas Del Pino J Panta      | 4                              | 7                          | [5]                |  |  |                  |                                 | 2                               | G Andreozzi G Durán | G Andreozzi G Durán | 6 | 7    |            |                           |                |                                 |            |   |      |        |        |        |        |        |  |
|  |             | D Dutra da Silva T Seyboth Wild | 6                              | 67                         | [10]               |  |  |                  | D Dutra da Silva T Seyboth Wild | D Dutra da Silva T Seyboth Wild | 2                   | 3                   |   |      |            |                           |                |                                 |            |   |      |        |        |        |        |        |  |
|  |             | F Coria T Lipovšek Puches       | F Coria T Lipovšek Puches      | 2                          | 3                  |  |  | 2                | G Andreozzi G Durán             | G Andreozzi G Durán             | 6                   | 6                   |   |      |            |                           |                |                                 |            |   |      |        |        |        |        |        |  |
|  | 2           | G Andreozzi G Durán             | G Andreozzi G Durán            | 6                          | 6                  |  |  |                  |                                 |                                 |                     |                     |   |      |            |                           |                |                                 |            |   |      |        |        |        |        |        |  |